# Штявнічка (округ Ружомберок)
Штявнічка (словац. Štiavnička) — село, громада округу Ружомберок, Жилінський край. Кадастрова площа громади — 1.91 км².
Населення 877 осіб (станом на 31 грудня 2018 року).

## Географія
Протікають річки Лудровчанка і Штявнічанка.

## Історія
Штявнічка згадується 1505 року.

## Населення
| Рік:            | 1994. | 2004.    | 2014.    | 2024.    |
| --------------- | ----- | -------- | -------- | -------- |
| Кількість осіб: | 505   | 564      | 724      | 918      |
| Різниця:        |       | +11,68 % | +28,36 % | +26,79 % |

| Рік:            | 2023. | 2024.   |
| --------------- | ----- | ------- |
| Кількість осіб: | 901   | 918     |
| Різниця:        |       | +1,88 % |